# Oakland Clippers 1967
Questa pagina raccoglie i dati riguardanti gli Oakland Clippers nelle competizioni ufficiali della stagione 1967.

## Stagione
I Clippers vinsero la Western Division della NPSL, riuscendo così a qualificarsi per la finale della competizione, che si aggiudicarono sconfiggendo nella finale i vincitori della Eastern Division, i Baltimore Bays.
Ilija Mitić fu il capocannoniere della squadra con 13 reti mentre il miglior assist-man fu Jorge Lievano con cinque passaggi decisivi.

## Organigramma societario
Area direttiva
- Presidente:

Area tecnica
- Allenatore: Ivan Toplak

## Rosa
| N. |                        | Ruolo | Calciatore        |
| -- | ---------------------- | ----- | ----------------- |
| 1  | Jugoslavia (bandiera)  | P     | Mirko Stojanović  |
| 2  | Inghilterra (bandiera) | D     | Roy Lunniss       |
| 3  | Jugoslavia (bandiera)  | D     | Momčilo Gavrić    |
| 4  | Jugoslavia (bandiera)  | C     | Ilija Mitić       |
| 5  | Jugoslavia (bandiera)  | D     | Milan Čop         |
| 6  | Inghilterra (bandiera) | C     | Melvyn Scott      |
| 7  | Inghilterra (bandiera) | A     | Barry Rowan       |
| 8  | Uruguay (bandiera)     | A     | Ademar Saccone    |
| 9  | Jugoslavia (bandiera)  | A     | Selimir Milošević |
| 10 | Costa Rica (bandiera)  | A     | William Quirós    |

| N.    |                        | Ruolo | Calciatore          |
| ----- | ---------------------- | ----- | ------------------- |
| 11    | Costa Rica (bandiera)  | C     | José Zúñiga         |
| 12    | Norvegia (bandiera)    | C     | Trond Hoftvedt      |
| 13    | Costa Rica (bandiera)  | C     | Roel Crawford       |
| 14    | Costa Rica (bandiera)  | A     | Édgar Marín         |
| 15    | Brasile (bandiera)     | D     | Mario Baesso        |
| 16    | Uruguay (bandiera)     | P     | Leonel Conde        |
| 17/21 | El Salvador (bandiera) | A     | Jorge Lievano       |
| 18    | Jugoslavia (bandiera)  | D     | Dimitrije Davidović |
| 19    | Jugoslavia (bandiera)  | A     | Ilija Lukić         |
| 20    | Jugoslavia (bandiera)  | C     | Dragan Đukić        |